# بطولة نيس المفتوحة للتنس
بطولة نيس المفتوحة للتنس هي بطولة تلعب على الأراضي الترابية , وتندرج تحت قائمة بطولات رابطة محترفي كرة المضرب ال250 نقطة. تقام البطولة في مدينة نيس في فرنسا كل عام.